# Нове Поле (Запорізький район)
Нове́ По́ле — село в Україні, у Новомиколаївській селищній громаді Запорізького району Запорізької області. Населення становить 184 осіб. До 2020 орган місцевого самоврядування — Зеленівська сільська рада.

## Географія
Село Нове Поле знаходиться за 1,5 км від села Комунарівка (Синельниківський район) та за 2 км від села Рибальське. Поруч проходить залізниця, станція Гайчур за 5 км

## Історія
1895 — дата заснування як села Новогайчур.
7 (20) листопада 1917 року, відповідно до Третього Універсалу Української Центральної Ради, увійшло до складу Української Народної Республіки.
12 червня 2020 року, відповідно до Розпорядження Кабінету Міністрів України від № 713-р «Про визначення адміністративних центрів та затвердження територій територіальних громад Запорізької області», увійшло до складу Новомиколаївської селищної громади.
19 липня 2020 року, в результаті адміністративно-територіальної реформи та ліквідації Новомиколаївського району, село увійшло до складу Запорізького району.

## Населення

### Мова
Розподіл населення за рідною мовою за даними перепису 2001 року:
| Мова       | Кількість | Відсоток |
| ---------- | --------- | -------- |
| українська | 163       | 88.59%   |
| російська  | 21        | 11.41%   |
| Усього     | 184       | 100%     |